# Ei in der Kultur
Das Ei in der Kultur behandelt die symbolische Bedeutung, welche das Ei mit Bezug auf seine biologische Funktion und seine Rolle als Nahrungsmittel besitzt. 

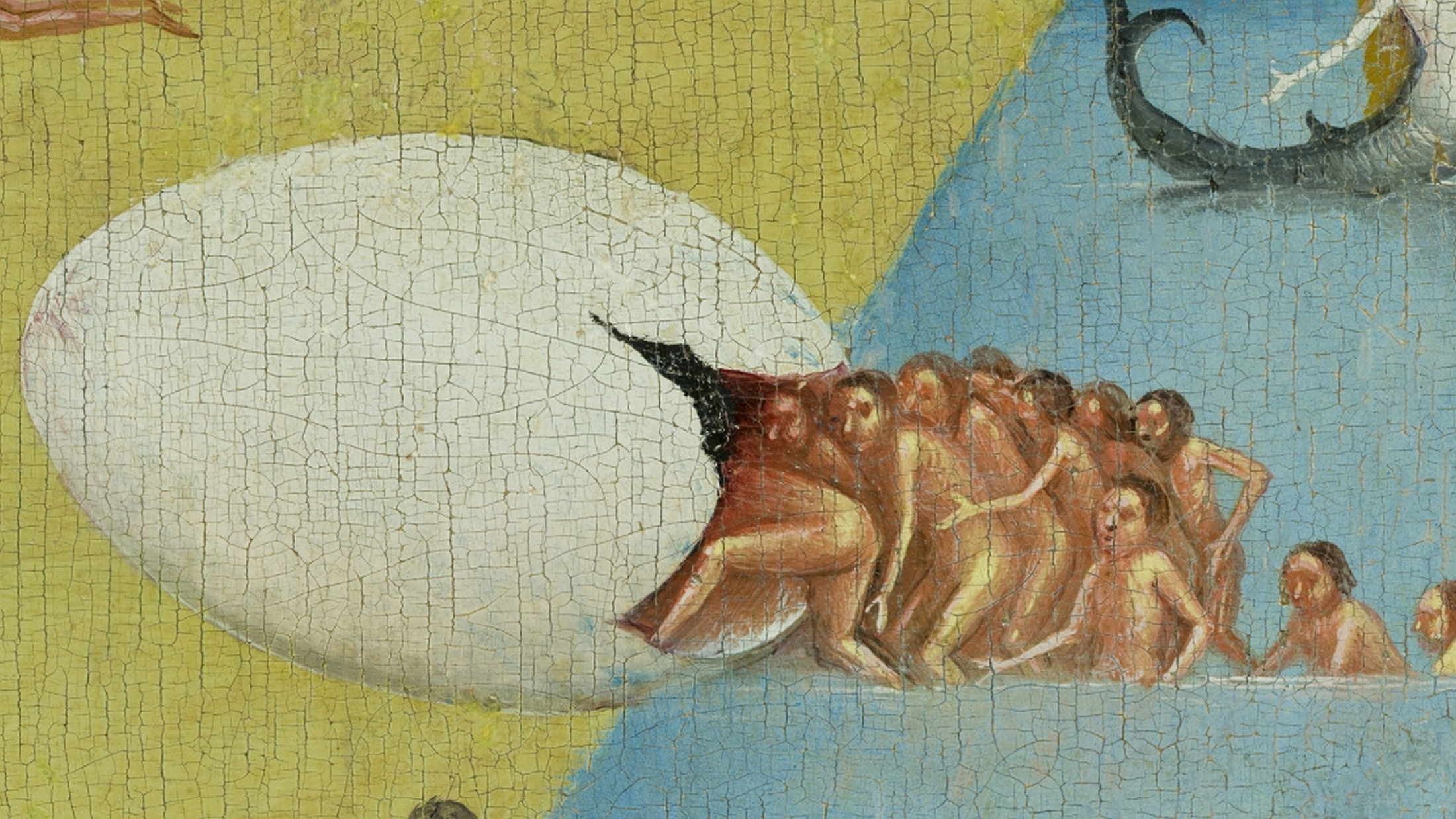
Hieronymus Bosch, Der Garten der Lüste. Detail

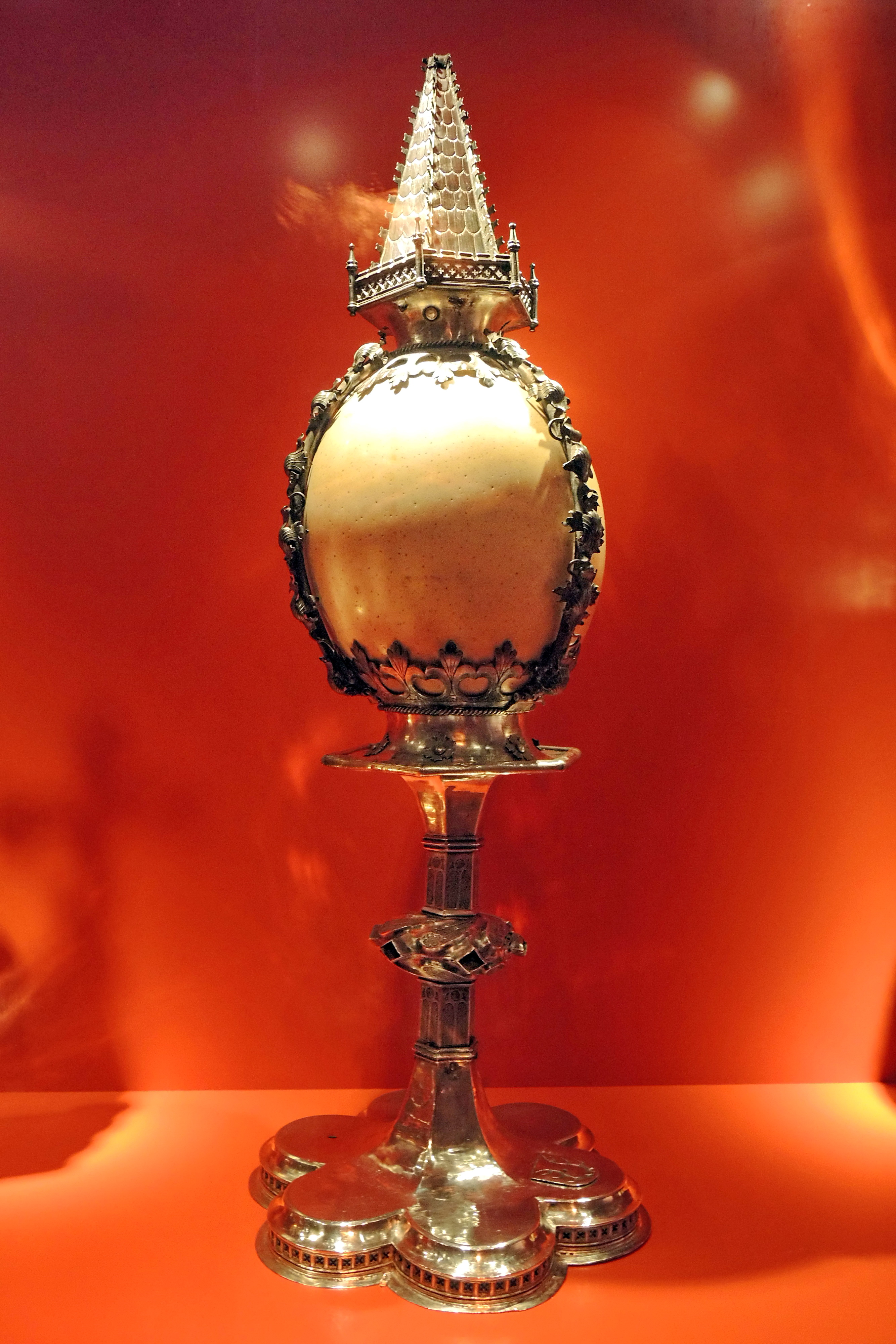
Straußenei in einem Reliquiar, Stadtmuseum Rapperswil

## Religion und Mythologie
In zahlreichen Religionen und Mythen (Ägypten, China, Indien, Griechenland, Polynesien) wurde das Ei aufgrund des Zerspringens der Schalen und der Hervorbringung neuen Lebens als Sinnbild des Werdens und der Schöpfung angesehen. Aus einem einzelnen Keim heraus entfaltete sich demzufolge die Vielfalt des Kosmos.
In der indischen Mythologie erschafft der göttliche Urgrund den Kosmos in Gestalt eines Eis, aus dem der Weltenschöpfer Brahma den Kosmos mit seinen Göttern, Welten und dem Menschen schafft. Einer anderen Tradition zufolge spaltete sich das aus Nichtsein und Sein entstandene Ei auf in Himmel und Erde.
Nach der chinesischen Legende von Pangu wuchs dieser in einem Ei auf, das aufsprang und aus dessen Dotter der Himmel und dem Eiweiß die Erde entstand, die unter Pangus Ordnung standen, während die sonstige Welt aus Pangus Körperteilen gebildet wurde.
In der (alt-)ägyptischen Religion brüten die aus dem Chaos entstandene Urgottheit und die Achtgottheit den Sonnengott aus dem von ihnen geschaffenen kosmischen Ei aus, der seinerseits der Weltenschöpfer wird.
Dem japanischen Mythos von Izanagi und Izanami geht das Nihonshoki voraus, nach dem die Welt aus dem Chaos in Gestalt eines Eies entstand. Nach der Trennung von Himmel und Erde entstanden aus fisch- oder quallenartige Gebilden auf dem Wasser schilfartige Sprosse und daraus die ersten Gottheiten.
Die griechische Mythologie sieht in Phanes den Weltenschöpfer, der aus einem von seinem Vorgänger Protogonos erschaffenen Ei hervorging. Auch die Tochter des Zeus und der Leda Helena wird (allein bzw. zusammen mit Kastor und Polydeukes) aus einem Ei („ab ovo“) geboren.
Das finnische Epos Kalevala beschreibt die Entstehung von Himmel und Erde aus den Bruchstücken eines Eis.
Die afrikanischen Dogon kennen das durch Schwingungen zerbrechende kosmische Ei Amma, das den Schöpfergott Nommo hervorbringt.
Der koreanische König Dongmyeong von Goguryeo kommt der Legende zufolge aus einem Ei zur Welt.

## Kultur

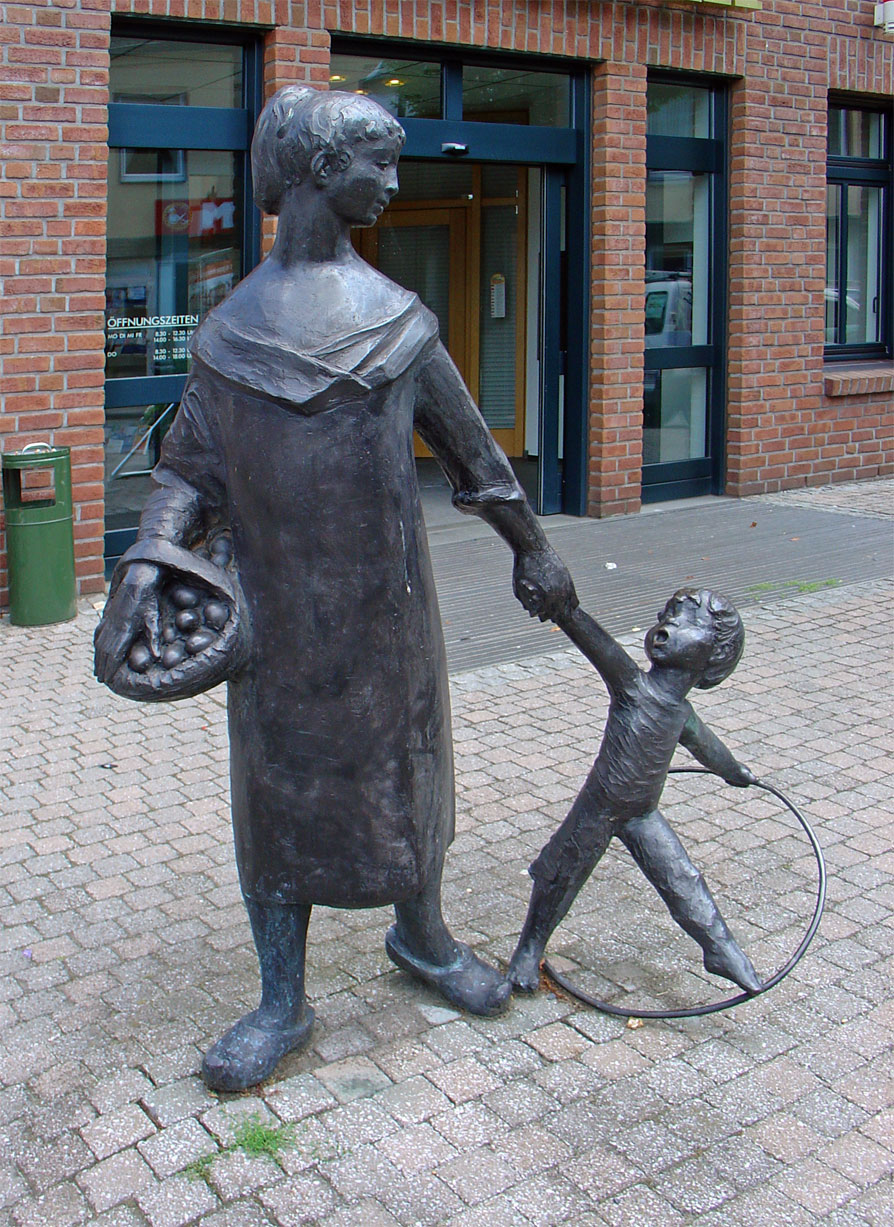
Statue Eierfrau mit Kind, Anholt

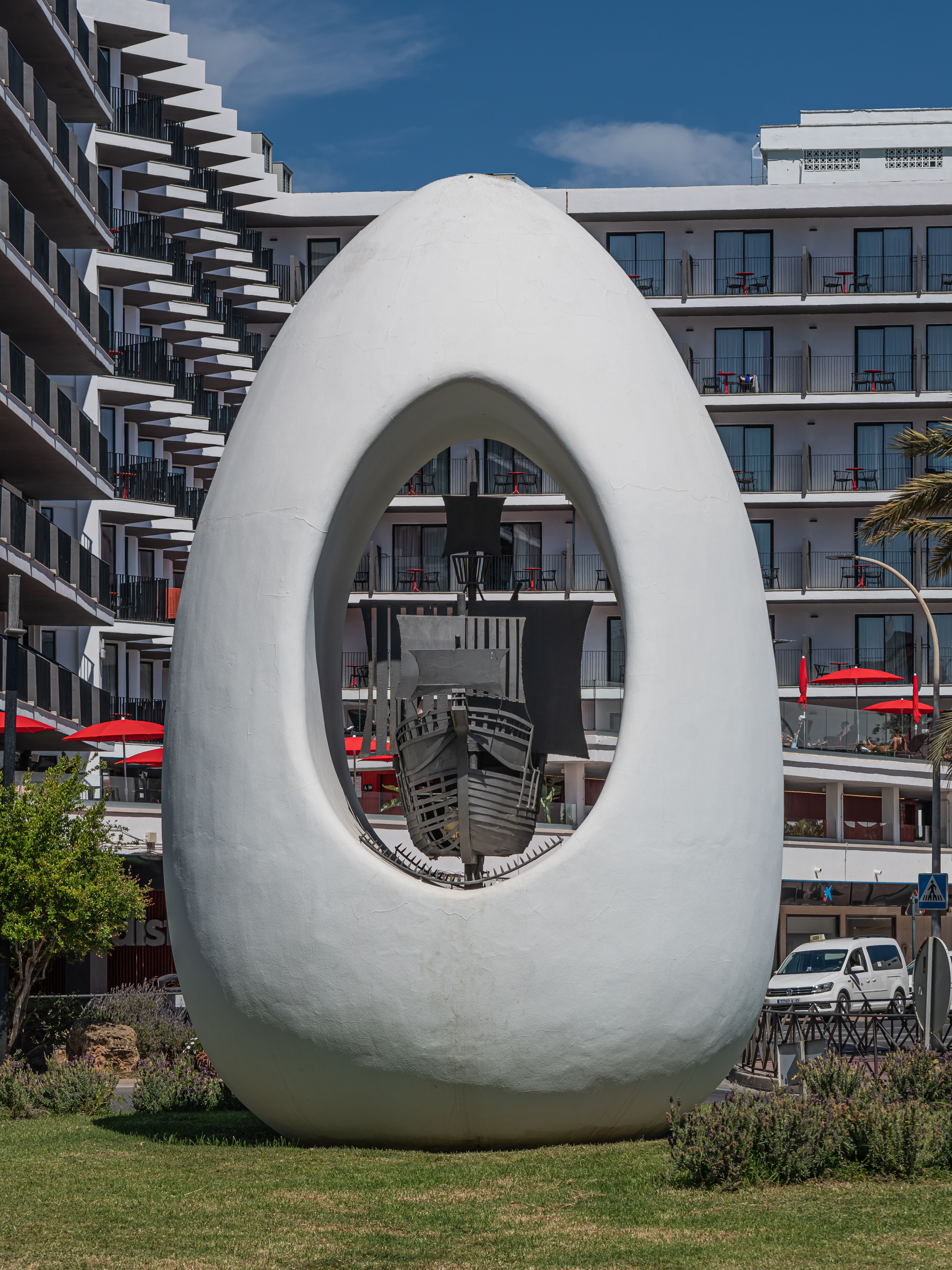
Ei des Kolumbus in Sant Antoni de Portmany

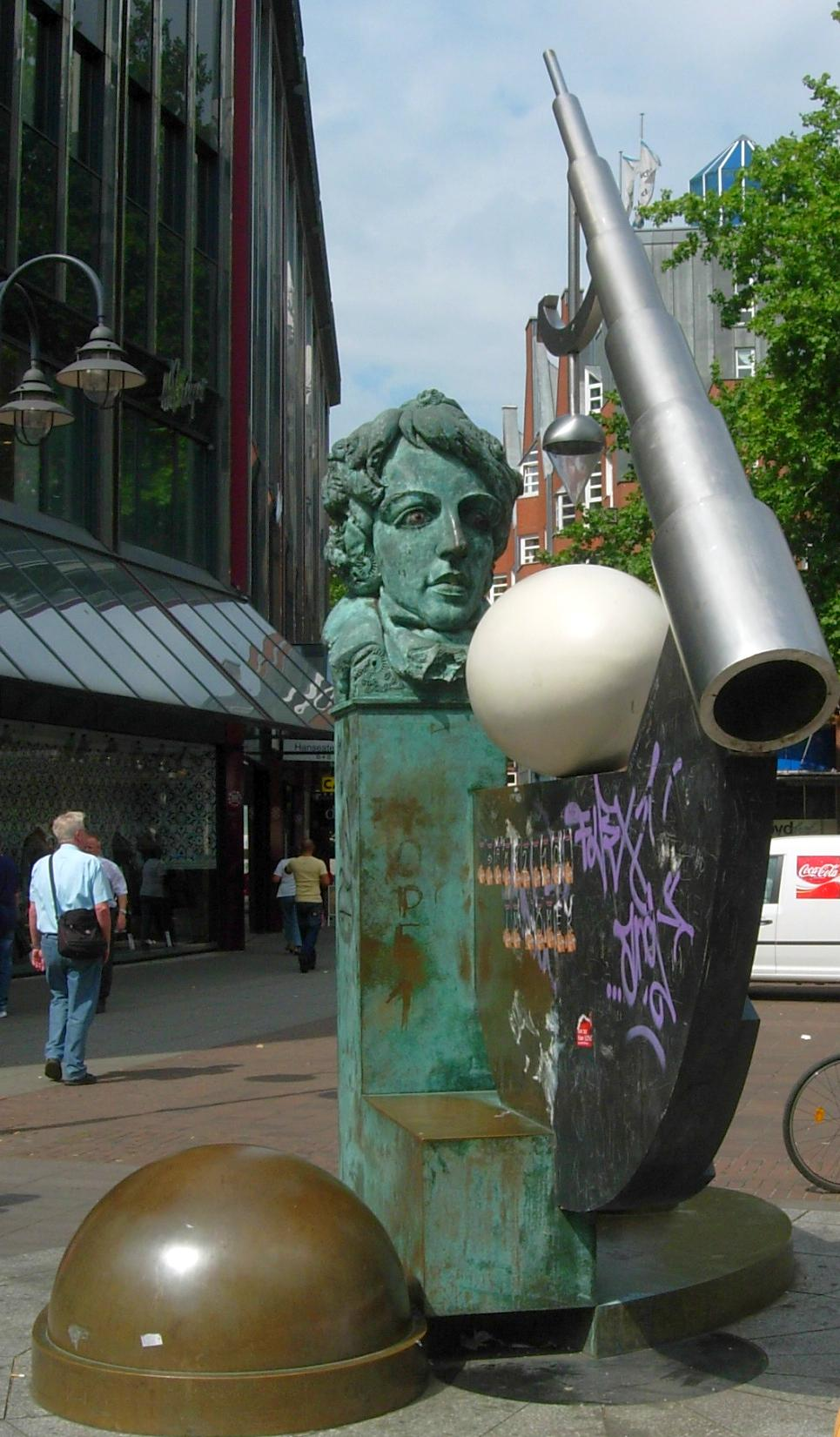
Bessel-Ei in Bremen

Die Symbolik des Hervorbringens und der Fruchtbarkeit hat das Ei zu einem kulturellen Bedeutungsträger gemacht. In zahlreichen und verbreiteten Traditionen begleitet das Ei Initiationen, Fruchtbarkeitsfeste oder Ackerbauriten. Das aufbrechende Ei wird auch als zweite Geburt oder Transzendenz gesehen, so schildert der Buddhismus das Aufbrechen der Schale der Unwissenheit. Ebenso symbolisieren Eier als Grabbeigabe eine über den Tod hinausgehende Hoffnung. Karfreitagsei und Drudenei stehen für die magische Kraft des Eis im Aberglauben.
Zahlreiche Osterbräuche verbinden sich im Christentum mit dem Osterei, da im Aufschlagen der Schale (siehe Ostereiertitschen) die Auferstehung Christi aus dem Grab gesehen wird. (siehe: Kiewer Osterei) Regional haben Traditionen wie das Ostereierschieben ihre Bedeutung aufrechterhalten. Auch neue Traditionen sind entstanden (Saalfelder Ostereierbaum). 
In der jüdischen Kultur werden gesottene Eier als eine der symbolischen Speisen des Sederabends gegessen.
Eiermalerei und -verzierung ist bis zur Gegenwart in bestimmten Regionen (sorbische Ostereier in der Lausitz, Hessen) eine gepflegte Tradition. Bedeutend ist das Pysanka-Museum im ukrainischen Kolomyja. Als künstlerischer Höhepunkt werden vielfach die Fabergé-Eier angesehen.
Verbreitet sind Kinderspiele wie Eierlaufen.
Für den Umgang mit dem Ei als Lebensmittel entwickelte die Kultur Gegenstände und Geräte wie den Eierlöffel, Eierbecher, Eierkocher, Eierschneider, Eierstecher, Eierköpfer, Eierwärmer, Eierkarton oder die Eieruhr.
Nachbildungen des Eies begegnen etwa als Genussmittel in Gestalt von Zucker- oder Schokoladeneiern. Bekannte Ei-Skulpturen sind das Ei des Kolumbus in Spanien sowie das Bessel-Ei (als geometrisches Ellipsoid) in Bremen.
In bestimmten technischen Bereichen wird Ei als Farbstoff verwendet sowie als Zusatz für Körperwaschmittel.

## Stehende Wendungen
Die Philosophie beschreibt ein bestimmtes Paradoxon mit der zur Redewendung gewordenen Bezeichnung Henne-Ei-Problem.
Eine sprichwörtliche Problemlösung schlägt sich in der Wendung Ei des Kolumbus nieder.
Unter Mathematikern ist die aus Indien stammende Eieraufgabe des Brahmagupta bekannt.
Für einen Apfel und ein Ei werden redensartlich Dinge zu einem minderen Preis veräußert.
Die Wendung Easter Egg in Anspielung an das versteckte Osterei bezeichnet eine versteckte und undokumentierte Überraschung in Medien und Computerprogrammen.

## Ei als Bezeichnung
- Eierkopf (englisch egghead) ist eine umgangssprachliche ironische Bezeichnung für Wissenschaftler. Der Begriff zielt auf die bei Akademikern vermeintlich häufige (Halb-)Glatze ab. Egghead ist auch der Name eines Gesellschaftsspiels.
- Eiernippel sind kurze Nippelröhrchen. Sie werden in den Kabelaustritt von Lampenfassungen geschraubt und dienen zur Aufhängung. Der Zusammenhang mit Eiern ist allerdings unklar.
- Beim Eiprofil eines Kanalrohres weist die Spitze nach unten, damit bei geringem Durchfluss Sinkstoffe gut mitgeschwemmt werden.
- Der hoch-schmal-elliptische Eiertunnel für Fußgänger erscheint im Querschnitt hingegen oben etwas spitzer ausgerundet zu sein.

## Wirtschaftsgeschichte
In der Naturalwirtschaft spielte das Zinsei eine Rolle als Geldersatz.

## Weiteres
Das Eierorakel ist eine Form des Wahrsagens.